# より良い復興
「より良い復興」（ビルド・バック・ベター、英語: Build Back Better）とは災害の復旧・再建・復興について発災前より準備をし、災害リスク削減を開発施策に取り込むことなどを指す言葉である。
2015年仙台で開催された第3回国連防災世界会議で採択された仙台防災枠組で公式に定義された。これにより「よりよい復興」(Build Back Better) は特定の固定観念として防災の世界での世界標準の言葉となった。
第3回国連防災会議の冒頭のホスト国であった日本の総理大臣安倍晋三は、この開会挨拶の中で東日本大震災への支援の謝辞のあと「より良い復興」について次のように言及した。「日本が提唱する「より良い復興」(Build Back Better) は、言葉は新しいのですが、我々が古くから取り組んできたことです。水害を例に申し上げれば、洪水被害を受けるたびに、治水計画を見直す、ダムを強化する、放水路を整備する、防災教育を徹底するなどの「より良い復興」を実践した結果、千人を超える死者数を出す洪水が頻発していた60年前に比べ、近年は百人を超える死者数の洪水は殆どありません」
「より良い復興」のコンセプト実践例として、2006年5月のジャワ島中部地震の復興が挙げられる。この復興に際して日本の国際協力機構 (JICA) の災害復興支援チームが支援にあたった。地震では10万戸以上の脆弱なアドベレンガ積み住宅が崩壊したが、再建に当たっては、日本の耐震強化技術を取り入れた場合にのみジョグジャカルタ特別州政府から復興資金が供与されるという州令が発された。この復興作業では、実質1年間で10万戸の住宅の再建が行われ「ジョグジャカルタの奇跡」とも呼ばれた。
世界で大災害が起こると国際ドナーは連携して災害後復興ニーズ評価調査 (PDNA, Post Disaster Needs Assessment) と呼ばれる災害後の復興需要アセスメントを行う。2009年のフィリピンでの台風オンドイおよびペペンによる被害からの復興では、この評価調査チームにアジア開発銀行から竹谷公男が参加した。竹谷は「より良い復興」のコンセプトで復興を考えるべきと強く主張して、評価調査レポートの一部に採用された。フィリピン政府は2013年12月の台風ヨランダの被害を受けた際もJICAの支援をうけた。このときには第一次復興計画書の表紙に「より良い復興」(Build Back Better) がキャッチフレーズとして記載された。
仙台防災枠組文書が採択された後、その達成をチェックする指標の策定過程で「より良い復興」(Build Back Better) の定義が追加された。この定義では「災害後の復旧・リハビリ・復興フェーズを利用して、物理的インフラや社会システムの復元および、生活・経済・環境の再生に、災害リスク軽減策を統合することで、国家や社会の回復力を高めること。」とされる。